# Імавере (Ярва)
І́мавере (ест. Imavere küla) — село в Естонії, у волості Ярва повіту Ярвамаа.

## Населення
Чисельність населення на 31 грудня 2011 року становила 447 осіб.

## Географія
Поблизу населеного пункту проходить автошлях 2 (Таллінн — Тарту — Виру — Лугамаа), естонська частина європейського маршруту E263. Від села починається дорога 49 (Імавере — Вільянді — Карксі-Нуйа).

## Історія
У процесі адміністративної реформи 1977 року до території села Імавере приєднана більшість земель тогочасного села Яравере.
З 19 грудня 1991 до 21 жовтня 2017 року село входило до складу волості Імавере й було її адміністративним центром.

## Пам'ятки
- Музей естонського молочного господарства (Eesti Piimandusmuuseum), розташований в одній із будівель діючого молочного підприємства.